# Чемпионат России по волейболу среди женщин 1999/2000
9-й чемпионат России по волейболу среди женских команд суперлиги проходил с 18 сентября 1999 по 15 апреля 2000 года. Чемпионский титул в 9-й раз подряд выиграла екатеринбургская «Уралочка».

## Регламент турнира
В суперлиге принимали участие 12 команд. Соревнования проводились в три этапа — 1-й, 2-й и финальный. Сначала состоялись игры 1-го этапа по разъездному календарю в два круга спаренными матчами с участием 10 команд. На 2-м этапе 4 лучших, а также «Уралочка» и «Уралтрансбанк» (освобождённые от игр на 1-м этапе первенства) по разъездному календарю определили четвёрку команд, продолживших борьбу за медали. Финальный этап прошёл по так называемой «японской» системе. Команды, занявшие на 1-м этапе 5-10 места на 2-м этапе с учётом результатов игр между собой на предыдущей стадии розыгрыша по разъездному календарю в два круга спаренными матчами разыграли места с 7-го по 12-е.
За победу команды получали 2 очка, за поражение — 1, за неявку — 0. При равенстве очков у двух и более команд расстановка определялась по соотношению выигранных и проигранных партий во всех матчах. В заявку на матч разрешалось заявлять 12 волейболисток, в том числе одного либеро.
Несмотря на введение с 1999 года в международных соревнованиях новой системы начисления очков по ходу матча, розыгрыш первенства России 1999—2000 прошёл по старой версии данного раздела правил: а) очко может выиграть только подающая сторона; б) партия (кроме решающей 5-й) выигрывается командой, которая первой набирает 15 очков с преимуществом минимум в 2 очка, но максимум до 17 выигранных очков одной из сторон; в) в случае равного счёта по партиям 2:2, решающая (5-я) партия играется по системе «тай-брейк» (результативным считается каждый розыгрыш мяча) до 15 очков с минимальным преимуществом в 2 очка.

## Суперлига

### 1-й этап
18 сентября 1999 — 27 января 2000
| М  | Команда                            | 1               | 2               | 3               | 4               | 5               | 6               | 7               | 8               | 9               | 10              | И  | В  | П  | С/П    | О  |
| -- | ---------------------------------- | --------------- | --------------- | --------------- | --------------- | --------------- | --------------- | --------------- | --------------- | --------------- | --------------- | -- | -- | -- | ------ | -- |
| 1  | ТТУ Санкт-Петербург                |                 | 3:2 0:3 1:3 3:0 | 3:1 0:3 1:3 1:3 | 0:3 3:1 3:0 3:0 | 1:3 0:3 3:0 3:2 | 3:0 1:3 3:0 3:0 | 2:3 3:0 1:3 3:1 | 3:0 3:0 3:1 1:3 | 3:1 3:1 1:3 3:2 | 3:0 2:3 3:1 3:0 | 36 | 22 | 14 | 78:55  | 58 |
| 2  | МГФСО Москва                       | 2:3 3:0 3:1 0:3 |                 | 3:0 3:1 1:3 3:0 | 3:2 3:0 0:3 3:2 | 3:1 1:3 1:3 3:1 | 3:0 2:3 0:3 1:3 | 3:2 3:1 3:0 1:3 | 0:3 2:3 3:0 3:2 | 1:3 0:3 3:0 3:2 | 3:1 3:0 3:0 3:1 | 36 | 22 | 14 | 78:59  | 58 |
| 3  | Балаковская АЭС Балаково           | 1:3 3:0 3:1 3:1 | 0:3 1:3 3:1 0:3 |                 | 3:0 2:3 0:3 0:3 | 1:3 3:0 3:1 1:3 | 3:0 3:0 0:3 1:3 | 3:1 3:1 3:2 3:2 | 3:0 1:3 3:1 3:2 | 0:3 1:3 3:0 3:1 | 3:0 3:0 3:1 3:0 | 36 | 22 | 14 | 75:57  | 58 |
| 4  | ЦСКА Москва                        | 3:0 1:3 0:3 0:3 | 2:3 0:3 3:0 2:3 | 0:3 3:2 3:0 3:0 |                 | 3:1 3:2 2:3 1:3 | 0:3 2:3 3:1 3:1 | 3:0 3:2 1:3 2:3 | 3:2 3:1 3:2 1:3 | 3:1 3:2 3:2 3:0 | 3:2 3:0 3:0 3:1 | 36 | 22 | 14 | 80:64  | 58 |
| 5  | «Университет» Белгород             | 3:1 3:0 0:3 2:3 | 1:3 3:1 3:1 1:3 | 3:1 0:3 1:3 3:1 | 1:3 2:3 3:2 3:1 |                 | 0:3 1:3 3:2 3:1 | 3:0 2:3 3:1 3:2 | 2:3 3:2 2:3 3:0 | 3:0 3:2 3:1 1:3 | 3:2 3:1 3:1 3:1 | 36 | 22 | 14 | 82:66  | 58 |
| 6  | «Малахит» Екатеринбург             | 0:3 3:1 0:3 0:3 | 0:3 3:2 3:0 3:1 | 0:3 0:3 3:0 3:1 | 3:0 3:2 1:3 1:3 | 3:0 3:1 2:3 1:3 |                 | 2:3 2:3 3:0 3:2 | 3:0 3:1 0:3 0:3 | 3:2 3:0 2:3 3:0 | 3:1 3:1 0:3 3:0 | 36 | 20 | 16 | 71:63  | 56 |
| 7  | «Магия» Липецк                     | 3:2 0:3 3:1 1:3 | 2:3 1:3 0:3 3:1 | 1:3 1:3 2:3 2:3 | 0:3 2:3 3:1 3:2 | 0:3 3:2 1:3 2:3 | 3:2 3:2 0:3 2:3 |                 | 3:0 0:3 3:2 3:1 | 3:0 3:2 3:0 0:3 | 3:2 3:0 3:0 3:0 | 36 | 18 | 18 | 71:74  | 54 |
| 8  | «Заречье-Одинцово» Московская обл. | 0:3 0:3 1:3 3:1 | 3:0 3:2 0:3 2:3 | 0:3 3:1 1:3 2:3 | 2:3 1:3 2:3 3:1 | 3:2 2:3 3:2 0:3 | 0:3 1:3 3:0 3:0 | 0:3 3:0 2:3 1:3 |                 | 3:1 3:0 0:3 0:3 | 1:3 3:1 3:1 3:0 | 36 | 15 | 21 | 63:75  | 51 |
| 9  | «Факел» Новый Уренгой              | 1:3 1:3 3:1 2:3 | 3:1 3:0 0:3 2:3 | 3:0 3:1 0:3 1:3 | 1:3 2:3 2:3 0:3 | 0:3 2:3 1:3 3:1 | 2:3 0:3 3:2 0:3 | 0:3 2:3 0:3 3:0 | 1:3 0:3 3:0 3:0 |                 | 3:1 3:1 3:0 3:0 | 36 | 14 | 22 | 62:74  | 50 |
| 10 | «Спартак» Омск                     | 0:3 3:2 1:3 0:3 | 1:3 0:3 0:3 1:3 | 0:3 0:3 1:3 0:3 | 2:3 0:3 0:3 1:3 | 2:3 1:3 1:3 1:3 | 1:3 1:3 3:0 0:3 | 2:3 0:3 0:3 0:3 | 3:1 1:3 1:3 0:3 | 1:3 1:3 0:3 0:3 |                 | 36 | 3  | 33 | 29:102 | 39 |

### 2-й этап (1-6 места)
27 января — 18 марта 2000
| М | Команда                      | 1   | 2       | 3       | 4       | 5       | 6       | И  | В  | П | С/П   | О  |
| - | ---------------------------- | --- | ------- | ------- | ------- | ------- | ------- | -- | -- | - | ----- | -- |
| 1 | «Уралочка» Екатеринбург      |     | 3:1     | 3:0     | 3:0     | 3:0     | 3:0     | 10 | 10 | 0 | 30:2  | 20 |
| 2 | «Уралтрансбанк» Екатеринбург | 1:3 |         | 2:3 3:1 | 3:2 3:1 | 3:0 3:1 | 3:1     | 10 | 7  | 3 | 25:16 | 17 |
| 3 | ЦСКА Москва                  | 0:3 | 3:2 1:3 |         | 0:3 3:1 | 3:0 3:1 | 1:3 3:2 | 10 | 5  | 5 | 17:21 | 15 |
| 4 | Балаковская АЭС Балаково     | 0:3 | 2:3 1:3 | 3:0 1:3 |         | 3:2 2:3 | 3:2 0:3 | 10 | 3  | 7 | 15:24 | 13 |
| 5 | МГФСО Москва                 | 0:3 | 0:3 1:3 | 0:3 1:3 | 2:3 3:2 |         | 3:0     | 10 | 3  | 7 | 13:23 | 13 |
| 6 | ТТУ Санкт-Петербург          | 0:3 | 1:3     | 3:1 2:3 | 2:3 3:0 | 0:3     |         | 10 | 2  | 8 | 12:25 | 12 |

### Финальный этап
Екатеринбург. 25-27 марта 2000
Призовые места разыгрывались по т. н. «японской» системе. В первый день встречались команды, занявшие на 2-м этапе первенства 3-е и 4-е места. Затем во второй день победитель играл со второй командой по итогам 2-го этапа. Проигравший в этом матче стал бронзовым призёром чемпионата. В третий день в финальном матче встречались сильнейший в предыдущей игре с командой, занявшей 1-е место на 2-м этапе первенства. Победитель завоевал звание чемпиона России, проигравший — «серебро» российского первенства.

#### Результаты матчей
25 марта
ЦСКА — Балаковская АЭС 3:0 (15:13, 15:4, 15:13)
26 марта
«Уралтрансбанк» — ЦСКА 3:0 (15:5, 15:8, 15:7)
Финал  27 марта
«Уралочка» — «Уралтрансбанк» 3:1 (15:6, 12:15, 15:8, 15:5)
http://www.sport-express.ru/newspaper/2000-03-28/5_10/?view=page

### 2-й этап (7-12 места)
12 февраля — 15 апреля 2000. Учитывались игры команд между собой на 1-м этапе чемпионата (их результаты выделены курсивом в двух верхних строках ячеек).
| М  | Команда                            | 7                               | 8                               | 9                               | 10                              | 11                              | 12                              | И  | В  | П  | С/П    | О  |
| -- | ---------------------------------- | ------------------------------- | ------------------------------- | ------------------------------- | ------------------------------- | ------------------------------- | ------------------------------- | -- | -- | -- | ------ | -- |
| 7  | «Магия» Липецк                     |                                 | 0:3 3:2 1:3 2:3 3:0 3:2 3:1 3:1 | 3:0 0:3 3:2 3:1 2:3 3:2 1:3 1:3 | 3:2 3:2 0:3 2:3 3:2 2:3 0:3 3:2 | 3:0 3:2 3:0 0:3 3:2 3:1 3:1 3:0 | 3:2 3:0 3:0 3:0 3:2 3:2 3:0 3:0 | 40 | 28 | 12 | 95:67  | 68 |
| 8  | «Университет» Белгород             | 3:0 2:3 3:1 3:2 0:3 2:3 1:3 1:3 |                                 | 2:3 3:2 2:3 3:0 3:1 2:3 0:3 3:2 | 0:3 1:3 3:2 3:1 3:1 3:0 0:3 0:3 | 3:0 3:2 3:1 1:3 3:1 3:1 3:0 3:0 | 3:2 3:1 3:1 3:1 3:0 3:0 3:2 3:1 | 40 | 26 | 14 | 92:67  | 66 |
| 9  | «Заречье-Одинцово» Московская обл. | 0:3 3:0 2:3 1:3 3:2 2:3 3:1 3:1 | 3:2 2:3 3:2 0:3 1:3 3:2 3:0 2:3 |                                 | 0:3 1:3 3:0 3:0 1:3 3:0         | 3:1 3:0 0:3 0:3 3:0 3:0 3:2 3:0 | 1:3 3:1 3:1 3:0 0:3 3:1 3:1 1:3 | 40 | 24 | 16 | 86:65  | 64 |
| 10 | «Малахит» Екатеринбург             | 2:3 2:3 3:0 3:2 2:3 3:2 3:0 2:3 | 3:0 3:1 2:3 1:3 1:3 0:3 3:0 3:0 | 3:0 3:1 0:3 0:3 3:1 0:3         |                                 | 3:2 3:0 2:3 3:0 0:3 1:3 0:3 3:0 | 3:1 3:1 0:3 3:0 3:0 2:3 3:1 3:0 | 40 | 21 | 19 | 80:69  | 61 |
| 11 | «Факел» Новый Уренгой              | 0:3 2:3 0:3 3:0 2:3 1:3 1:3 0:3 | 0:3 2:3 1:3 3:1 1:3 1:3 0:3 0:3 | 1:3 0:3 3:0 3:0 0:3 0:3 2:3 0:3 | 2:3 0:3 3:2 0:3 3:0 3:1 3:0 0:3 |                                 | 3:1 3:1 3:0 3:0 3:1 3:0 3:0 3:2 | 40 | 16 | 24 | 64:81  | 56 |
| 12 | «Спартак» Омск                     | 2:3 0:3 0:3 0:3 2:3 2:3 0:3 0:3 | 2:3 1:3 1:3 1:3 0:3 0:3 2:3 1:3 | 3:1 1:3 1:3 0:3 3:0 1:3 1:3 3:1 | 1:3 1:3 3:0 0:3 0:3 3:2 1:3 0:3 | 1:3 1:3 0:3 0:3 1:3 0:3 0:3 2:3 |                                 | 40 | 5  | 35 | 41:109 | 45 |

«Факел» и «Спартак» выбыли в высшую лигу.

### Итог
| 1. «Уралочка» (Екатеринбург)      | 7. «Магия» (Липецк)                        |
| 2. «Уралтрансбанк» (Екатеринбург) | 8. «Университет» (Белгород)                |
| 3. ЦСКА (Москва)                  | 9. «Заречье-Одинцово» (Московская область) |
| 4. Балаковская АЭС (Балаково)     | 10. «Малахит» (Екатеринбург)               |
| 5. МГФСО (Москва)                 | 11. «Факел» (Новый Уренгой)                |
| 6. ТТУ (Санкт-Петербург)          | 12. «Спартак» (Омск)                       |

### Команды и игроки
«Уралочка» (Екатеринбург)
Елена Василевская, Елизавета Тищенко, Анастасия Беликова, Елена Година, Любовь Шашкова, Ольга Поташова, Елена Тюрина, Наталья Голубенко, Наталья Караулова, Екатерина Шицелова.
Главный тренер — Николай Карполь.
 «Уралтрансбанк» (Екатеринбург)
Татьяна Грачёва, Наталья Сафронова, Ирина Тебенихина, Екатерина Гамова, Елена Сенникова, Анастасия Ярцева, Ольга Фатеева, Наталья Зотова, Евгения Суслова, Мария Шеметьева.
Главный тренер — Валентина Огиенко.
 ЦСКА (Москва)
Виктория Степанищева, Елена Чемагина, Екатерина Зимятова, Ольга Морозова, Анастасия Горбачёва, Наталья Вдовина (Макарова), Наталья Курносова (Жарова), Юлия Тарасова, Евгения Кузянина, Анна Симонова, Вера Рыкунина, Татьяна Бычкунова, Татьяна Семеняка (Буцкая), Наталья Никифорова.
Главный тренер — Леонид Зайко.
- Балаковская АЭС (Балаково)

Анна Иванова, Лариса Шаманаева, Елена Савинова, Жанна Шумакова, Людмила Белкина, Елена Стефанович, Ольга Фадеева, Елена Воронина, Лариса Казакова, Нина Теницкая, Елизавета Иванова.
Главный тренер — Владислав Фадеев.
- МГФСО (Москва)

Марина Харчинская, Татьяна Романовская, Ольга Озова, Алевтина Черепанова, Лилия Сергеева, Светлана Иванова, Наталья Абубакирова, Елена Кузьмина, Екатерина Лобанова, Светлана Брыцкова, Татьяна Голдобина, Елена Кунаева, Алла Фатькина, Зоя Филиппова, Ольга Рябова, Адессиле Миллирайт.
Главный тренер — Леонид Березин.
- ТТУ (Санкт-Петербург)

Наталья Воробьёва, Наталья Белоусова, Наталья Алимова, Елена Созина, Татьяна Фукс (Синицына), Ирина Прокопова, Елена Шабаева, Юлия Щеглова, Светлана Антипова, Юлия Байлукова, Ирина Хорошева, Татьяна Орлова.
Главный тренер — Евгений Сивков.
- «Магия» (Липецк)

Елена Куликова, Юлия Суханова, Мария Маслакова, Людмила Дробот, Марина Кутюкова, Юлия Петрянина, Александра Дзигалюк, Анастасия Щербакова, Наталья Енушевская, Ольга Овчинникова, Наталья Рощупкина, Инна Кожаева, Яна Вамзер, Юлия Гапанович, Жанна Новикова.
Главный тренер — Пётр Хилько.
- «Университет» (Белгород)

Светлана Левина, Александра Коруковец, Лариса Якунина, Елена Сычёва, Елена Сысунина, Галина Папазова, Ирина Ямпольская, Светлана Ерёмина, Елена Воробьёва, Светлана Пупынина, Татьяна Прокопенко, Дарья Моравская, Евгения Корабельщикова.
Главный тренер — Раиса Попова.
- «Заречье-Одинцово» (Московская область)

Елена Шаманская, Ольга Филина, Наталья Мельникова, Татьяна Смирнова, Татьяна Алифанова, Жанна Проничева, Людмила Игнатенко, Ольга Елькина, Екатерина Корчагина, Ольга Яковук, Анна Романова, Юлия Закревская, Ирина Погодина.
Главный тренер — Павел Матиенко.
- «Малахит» (Екатеринбург)

Ольга Чуканова, Наталья Морозова, Елена Плотникова, Татьяна Горшкова, Анжела Гурьева, Анна Артамонова, Валерия Пушненкова, Юлия Хамитова, Александра Пролубникова, Кира Якимова, Ирина Волчкова, Анна Ларина, Анна Великанова, Алёна Спирякова.
Главный тренер — Валерий Юрьев.
- «Факел» (Новый Уренгой)

Марина Егорова (Калабина), Ольга Шлычкова, Наталья Чумакова, Ирина Селиванова, Людмила Дударева, Людмила Крупская, Ирина Азек, Светлана Коробкова, Олеся Бурашникова, Наталья Сергинчук, Ольга Трофимова, Наталья Куликова, Юлия Гашкова, Елена Чернышёва.
Главный тренер — Валентин Абрамов.
- «Спартак» (Омск)

Елена Колодина, Екатерина Зезина, Лариса Мартынюк, Анна Плигунова, Инесса Бирман, Вера Голованова, Наталья Васильченко, Светлана Пономарёва, Наталья Юрасова, Татьяна Сушкова, Татьяна Степанова.
Главный тренер — Владимир Шумаков.

## Высшая лига
Соревнования в высшей лиге состояли из двух этапов — предварительного и финального. На предварительном этапе соревнования проводились в двух зонах — «Европа» и «Сибирь — Дальний Восток». В финальном этапе принимали участие по три лучшие команды из каждой зоны.

### Предварительный этап
В обоих зонах соревнования проводились по туровой системе. В зоне «Сибирь — Дальний Восток» соревнования состояли из трёх этапов. На первом 8 команд были разделены на группы «Сибирь» и «Дальний Восток»; на втором по две лучшие команды разыграли 1-4 места, а оставшаяся четвёрка команд разыграла 5-8 места; на третьем 6 команд (все четыре из 1-го квартета и ещё две из 2-го) определили окончательную расстановку в зоне. По итогам предварительного этапа по три лучшие команды из обоих зон вышли в финальный турнир высшей лиги.
| Зона «Европа» | Зона «Европа»             | Зона «Европа» | Зона «Европа» | Зона «Европа» | Зона «Европа» | Зона «Европа» |
| М             | Команды                   | И             | В             | П             | С/П           | О             |
| ------------- | ------------------------- | ------------- | ------------- | ------------- | ------------- | ------------- |
| 1             | «Искра» (Самара)          | 44            | 38            | 6             | 123:33        | 82            |
| 2             | «Прометей» (Уфа)          | 44            | 32            | 12            | 109:51        | 76            |
| 3             | «Метар» (Челябинск)       | 44            | 32            | 12            | 110:52        | 76            |
| 4             | «Газпром-Россы» Москва    | 44            | 29            | 15            | 102:63        | 73            |
| 5             | «Экран» (Санкт-Петербург) | 44            | 28            | 16            | 94:72         | 72            |
| 6             | «Ярославна-ТМЗ» (Тутаев)  | 44            | 25            | 19            | 80:80         | 69            |
| 7             | «Динамо» (Краснодар)      | 44            | 24            | 20            | 88:71         | 68            |
| 8             | «Сбербанк» (Москва)       | 44            | 21            | 23            | 73:84         | 65            |
| 9             | «Тулица-Туламаш» (Тула)   | 44            | 19            | 25            | 72:93         | 63            |
| 10            | МГФСО-2 (Москва)          | 44            | 12            | 32            | 58:105        | 56            |
| 11            | «Дончанка» (Новочеркасск) | 44            | 3             | 41            | 39:123        | 47            |
| 12            | СГЭА-«Искра»-2 (Самара)   | 44            | 1             | 43            | 11:131        | 45            |

| Зона «Сибирь-Дальний Восток» группа «Сибирь» | Зона «Сибирь-Дальний Восток» группа «Сибирь» | Зона «Сибирь-Дальний Восток» группа «Сибирь» | Зона «Сибирь-Дальний Восток» группа «Сибирь» | Зона «Сибирь-Дальний Восток» группа «Сибирь» | Зона «Сибирь-Дальний Восток» группа «Сибирь» | Зона «Сибирь-Дальний Восток» группа «Сибирь» |
| М                                            | Команды                                      | И                                            | В                                            | П                                            | С/П                                          | О                                            |
| -------------------------------------------- | -------------------------------------------- | -------------------------------------------- | -------------------------------------------- | -------------------------------------------- | -------------------------------------------- | -------------------------------------------- |
| 1                                            | «Спутник» Новосибирск                        | 12                                           | 12                                           | 0                                            | 36:2                                         | 24                                           |
| 2                                            | «Лицей» (Юрга)                               | 12                                           | 7                                            | 5                                            | 25:18                                        | 19                                           |
| 3                                            | «Богур» (Красноярск)                         | 12                                           | 5                                            | 7                                            | 16:24                                        | 17                                           |
| 4                                            | «Томичка-Динамо» (Томск)                     | 12                                           | 0                                            | 12                                           | 3:38                                         | 12                                           |

| Зона «Сибирь-Дальний Восток» группа «Дальний Восток» | Зона «Сибирь-Дальний Восток» группа «Дальний Восток» | Зона «Сибирь-Дальний Восток» группа «Дальний Восток» | Зона «Сибирь-Дальний Восток» группа «Дальний Восток» | Зона «Сибирь-Дальний Восток» группа «Дальний Восток» | Зона «Сибирь-Дальний Восток» группа «Дальний Восток» | Зона «Сибирь-Дальний Восток» группа «Дальний Восток» |
| М                                                    | Команды                                              | И                                                    | В                                                    | П                                                    | С/П                                                  | О                                                    |
| ---------------------------------------------------- | ---------------------------------------------------- | ---------------------------------------------------- | ---------------------------------------------------- | ---------------------------------------------------- | ---------------------------------------------------- | ---------------------------------------------------- |
| 1                                                    | ИГЭА-«Электросвязь» (Иркутск)                        | 12                                                   | 11                                                   | 1                                                    | 35:8                                                 | 23                                                   |
| 2                                                    | СКА «Забайкалка» (Чита)                              | 12                                                   | 9                                                    | 3                                                    | 29:11                                                | 21                                                   |
| 3                                                    | «Вертикаль»-ВГУЭС (Владивосток)                      | 12                                                   | 4                                                    | 8                                                    | 15:25                                                | 16                                                   |
| 4                                                    | «Строитель» (Железногорск)                           | 12                                                   | 0                                                    | 12                                                   | 1:36                                                 | 12                                                   |

### 2-й этап (Сибирь — Дальний Восток)
| Зона «Сибирь - Дальний Восток» (за 1-4 места) | Зона «Сибирь - Дальний Восток» (за 1-4 места) | Зона «Сибирь - Дальний Восток» (за 1-4 места) | Зона «Сибирь - Дальний Восток» (за 1-4 места) | Зона «Сибирь - Дальний Восток» (за 1-4 места) | Зона «Сибирь - Дальний Восток» (за 1-4 места) | Зона «Сибирь - Дальний Восток» (за 1-4 места) |
| М                                             | Команды                                       | И                                             | В                                             | П                                             | С/П                                           | О                                             |
| --------------------------------------------- | --------------------------------------------- | --------------------------------------------- | --------------------------------------------- | --------------------------------------------- | --------------------------------------------- | --------------------------------------------- |
| 1                                             | СКА «Забайкалка» (Чита)                       | 12                                            | 9                                             | 3                                             | 30:17                                         | 21                                            |
| 2                                             | «Спутник» (Новосибирск)                       | 12                                            | 8                                             | 4                                             | 25:19                                         | 20                                            |
| 3                                             | ИГЭА-«Электросвязь» (Иркутск)                 | 12                                            | 6                                             | 6                                             | 24:22                                         | 18                                            |
| 4                                             | «Лицей» (Юрга)                                | 12                                            | 1                                             | 11                                            | 12:33                                         | 13                                            |

| Зона «Сибирь - Дальний Восток» (за 5-8 места) | Зона «Сибирь - Дальний Восток» (за 5-8 места) | Зона «Сибирь - Дальний Восток» (за 5-8 места) | Зона «Сибирь - Дальний Восток» (за 5-8 места) | Зона «Сибирь - Дальний Восток» (за 5-8 места) | Зона «Сибирь - Дальний Восток» (за 5-8 места) | Зона «Сибирь - Дальний Восток» (за 5-8 места) |
| М                                             | Команды                                       | И                                             | В                                             | П                                             | С/П                                           | О                                             |
| --------------------------------------------- | --------------------------------------------- | --------------------------------------------- | --------------------------------------------- | --------------------------------------------- | --------------------------------------------- | --------------------------------------------- |
| 5                                             | «Вертикаль»-ВГУЭС (Владивосток)               | 12                                            | 10                                            | 2                                             | 31:11                                         | 22                                            |
| 6                                             | «Богур» (Красноярск)                          | 12                                            | 7                                             | 5                                             | 23:20                                         | 19                                            |
| 7                                             | «Томичка-Динамо» (Томск)                      | 12                                            | 6                                             | 6                                             | 25:21                                         | 18                                            |
| 8                                             | «Строитель» (Железногорск)                    | 12                                            | 1                                             | 11                                            | 8:35                                          | 13                                            |

### Финал (Сибирь — Дальний Восток)
| Зона «Сибирь-Дальний Восток» | Зона «Сибирь-Дальний Восток»    | Зона «Сибирь-Дальний Восток» | Зона «Сибирь-Дальний Восток» | Зона «Сибирь-Дальний Восток» | Зона «Сибирь-Дальний Восток» | Зона «Сибирь-Дальний Восток» |
| М                            | Команды                         | И                            | В                            | П                            | С/П                          | О                            |
| ---------------------------- | ------------------------------- | ---------------------------- | ---------------------------- | ---------------------------- | ---------------------------- | ---------------------------- |
| 1                            | «Спутник» (Новосибирск)         | 10                           | 10                           | 0                            | 30:8                         | 20                           |
| 2                            | ИГЭА-«Электросвязь» (Иркутск)   | 10                           | 7                            | 3                            | 25:13                        | 17                           |
| 3                            | СКА-«Забайкалка» (Чита)         | 10                           | 6                            | 4                            | 25:17                        | 16                           |
| 4                            | «Лицей» Юрга                    | 10                           | 5                            | 5                            | 17:19                        | 15                           |
| 5                            | «Вертикаль»-ВГУЭС (Владивосток) | 10                           | 2                            | 8                            | 12:26                        | 12                           |
| 6                            | «Богур» (Красноярск)            | 10                           | 0                            | 10                           | 4:30                         | 10                           |

### Финальный этап
В двухтуровом турнире принимали участие по три лучшие команды от двух зон. Туры прошли в Самаре и Новосибирске.
| М | Команда                     | 1       | 2       | 3       | 4       | 5       | 6       | И  | В | П | С/П   | О  |
| - | --------------------------- | ------- | ------- | ------- | ------- | ------- | ------- | -- | - | - | ----- | -- |
| 1 | «Метар» Челябинск           |         | 3:2 0:3 | 3:0 3:1 | 3:0     | 3:0 3:1 | 3:0     | 10 | 9 | 1 | 27:7  | 19 |
| 2 | «Искра» Самара              | 2:3 3:0 |         | 3:1 0:3 | 3:0     | 3:0 3:1 | 3:0     | 10 | 8 | 2 | 26:8  | 18 |
| 3 | «Спутник» Новосибирск       | 0:3 1:3 | 1:3 3:0 |         | 3:0 1:3 | 3:0     | 3:1     | 10 | 6 | 4 | 21:14 | 16 |
| 4 | «Прометей» Уфа              | 0:3     | 0:3     | 0:3 3:1 |         | 3:0 0:3 | 3:0     | 10 | 4 | 6 | 12:19 | 14 |
| 5 | ИГЭА-«Электросвязь» Иркутск | 0:3 1:3 | 0:3 1:3 | 0:3     | 0:3 3:0 |         | 0:3 3:1 | 10 | 2 | 8 | 8:25  | 12 |
| 6 | СКА-«Забайкалка» Чита       | 0:3     | 0:3     | 1:3     | 0:3     | 3:0 1:3 |         | 10 | 1 | 9 | 6:27  | 11 |

По итогам финального этапа «Метар» (Челябинск) и «Искра» (Самара) получили право на выступление в суперлиге в сезоне 2000—2001.

## Первая лига
Итоговая расстановка
| «Европа»                             | «Сибирь-Дальний Восток» (финал) |
| ------------------------------------ | ------------------------------- |
| 1. «Надежда» (Серпухов)              | 1. «Старт» (Зеленогорск)        |
| 2. «Университет-Химмаш» (Пенза)      | 2. «Томичка-Динамо» (Томск)     |
| 3. «Импульс»-РоАЭС (Волгодонск)      | 3. «Строитель» (Железногорск)   |
| 4. «Рекорд» (Воронеж)                | 4. «Университет» (Улан-Удэ)     |
| 5. «Метар»-2 (Челябинск)             | 5. «Омега» (Красноярск)         |
| 6. «Аксион» (Ижевск)                 | 6. «Киселёвчанка» (Киселёвск)   |
| 7. «Магнитка-Педагог» (Магнитогорск) |                                 |
| 8. «Динамо» (Крымск)                 |                                 |
| 9. «Каучук» (Стерлитамак)            |                                 |
| 10. «Экономист» (Саратов)            |                                 |
| 11. «Буревестник» (Мытищи)           |                                 |
| 12. «Россиянка» (Балашиха)           |                                 |

В зоне «Сибирь-Дальний Восток» в финальном турнире играли четыре лучшие команды по итогам предварительного этапа первой лиги и две худшие команды по итогам 2-го этапа высшей лиги.

## Вторая лига
Итоговая расстановка
| 1. «Магия»-2 (Липецк)                  |
| 2. «Гражданка»-ТТУ (Санкт-Петербург)   |
| 3. «Экономист» (Казань)                |
| 4. МГФСО-3 (Москва)                    |
| 5. «Дончанка»-ДГАЭС (Шахты)            |
| 6. «Носта» (Новотроицк)                |
| 7. «Северсталь» (Череповец)            |
| 8. «Железнодорожник» (Смоленск)        |
| 9. «Альянс»-ОГСУ (Оренбург)            |
| 10. «Университет-Трансэнерго» (Рязань) |
| 11. «Тулица-Туламаш»-2 (Тула)          |
| 12. СДЮШОР «Искра» (Самара)            |